# Septembre 2024
Cette page présente les faits marquants du mois de septembre 2024.

## Événements
- 26 août au 8 septembre : 144e édition de US Open de tennis à New York.
- 28 août au 7 septembre : 81e édition de la Mostra de Venise.
- 1er septembre :
  - élections législatives en Azerbaïdjan ;
  - trois policiers israéliens sont tués lors d'une fusillade sur une route de Tarqumiyah, dans les territoires sous autorité palestinienne[1] ;
  - au moins 47 personnes sont blessées lorsque des missiles russes ont touché un centre commercial et un complexe événementiel à Kharkiv, en Ukraine[2].
- 2 septembre : au moins 131 personnes sont tuées dans ce qui est présenté comme une tentative d’évasion dans la nuit du 1er au 2 septembre du centre pénitentiaire et de rééducation de Kinshasa, en République démocratique du Congo[3], le ministre de la justice de ce pays déclarant qu'il s'agit d'une machination[4] ;
- 3 septembre :
  - au moins 50 personnes sont tuées, et 200 autres blessées, par deux missiles balistiques visant un centre d'entraînement militaire et un hôpital voisin, à Poltava dans le centre-est de l'Ukraine[5] ;
  - au moins 102 personnes sont tuées après une attaque dans le nord-est du Nigeria[6].
- 4 au 6 septembre : 9e Forum sur la coopération sino-africaine (Focac)[7].
- 5 septembre :
  - en France, Michel Barnier est nommé Premier ministre ;
  - six personnes sont tuées et une autre blessée lors d'une frappe aérienne israélienne contre un véhicule à Tubas, dans les territoires palestiniens occupés, une personne est abattue dans la ville par des soldats israéliens[8].
- 6 septembre :
  - dix-sept étudiants sont tués, quatorze autres blessés et 70 disparus après un incendie dans une école du comté de Nyeri, au Kenya[9] ;
  - au moins 27 Palestiniens sont tués par des frappes aériennes israéliennes dans plusieurs villes de la bande de Gaza, notamment dans le camp de réfugiés de Nuseirat[10].
- 7 septembre : élection présidentielle en Algérie, Abdelmadjid Tebboune est réélu.
- 8 septembre :
  - clôture des Jeux paralympiques d'été de 2024 en France ;
  - trois gardes-frontières israéliens sont tués lors d'une fusillade au pont Allenby, à la frontière entre Israël et la Jordanie[11].
- 8 et 9 septembre :
  - le super typhon Yagi a provoqué des inondations et des glissements de terrain d'une ampleur inédite depuis le début du 21e siècle en Asie. Il a d'abord frappé début septembre les Philippines et le sud de la Chine, faisant au moins 24 morts et des dizaines de blessés. Il a ensuite tué 613 personnes dans quatre pays et des centaines de disparus selon un bilan provisoire du 19 septembre: 299 au Vietnam, 293 tués et 89 disparus en Birmanie, 20 tués en Thaïlande et un tués au Laos[12];
  - au moins 18 personnes, selon les autorités syriennes, ou 26 personnes, selon l'Observatoire syrien des droits de l'homme, sont tuées, et plus de 40 autres blessées dans des frappes aériennes israéliennes nocturnes visant des centres de recherche militaires iraniens en Syrie[13] ;
  - les Forces de soutien rapide renouvellent leur assaut sur la ville de Sennar, dans l'État de Sennar, au Soudan, tuant au moins 31 personnes, et en blessant plus de 100 autres[14].
- du 9 au 14 septembre : l'ouragan Francine frappe le nord-est du Mexique et le Sud-Central américain.
- 10 septembre :
  - élections législatives en Jordanie ;
  - 26 personnes sont tuées dans le naufrage d'un bateau au large du Sénégal[15] ;
  - au moins quarante personnes sont tuées, et des dizaines d'autre blessées après une attaque israélienne sur une zone humanitaire à Khan Younès[16].
- 10 au 22 septembre : 45e édition de l'Olympiade d'échecs.
- 11 septembre : 18 personnes, dont plusieurs membres du personnel de l'ONU, sont tuées dans une frappe aérienne de Tsahal qui a touché une école transformée en refuge pour déplacés, dans le centre de Gaza[17].
- 12 septembre : lors de la mission Polaris Dawn, deux des quatre occupants, le commandant de mission Jared Isaacman et l'ingénieure de Space X Sarah Gillis, sortent brièvement du vaisseau, réalisant ainsi la première la première sortie spatiale privée de l'histoire[18].
- 11 au 15 septembre : 30e édition des championnats d'Europe de cyclisme sur route en Belgique.
- à partir du 13 septembre : d'importantes inondations ont lieu en Europe centrale et font plusieurs morts en Roumanie. Elles causent des dégâts en Pologne, Tchéquie, Autriche et Slovaquie.
- 14 septembre au 6 octobre : 10e édition de la Coupe du monde de futsal en Ouzbékistan.
- 14 septembre : au moins quinze personnes sont tuées et une quarantaine d'autres blessées lorsqu'un camion-citerne explose à Miragoâne en Haïti[19].
- 15 au 20 septembre : des feux de forêt ravagent près de 100 000 hectares et coûtent la vie à cinq personnes au Portugal[20].
- 16 au 22 septembre :
  - 46e édition du championnat du monde de rink hockey ;
  - 31e édition des championnats du monde de marathon en canoë-kayak en Croatie.
- 16 septembre : au moins 16 Palestiniens sont tués et au moins treize autres sont blessés dans des frappes aériennes israéliennes à travers la bande de Gaza[21].
- 17 septembre :
  - l'Inrap annonce l'identification de la dépouille du poète Joachim du Bellay (1522-1560), retrouvée deux ans plus tôt sous le transept de la cathédrale Notre-Dame de Paris ;
  - 70 personnes sont tuées dans une attaque du JNIM, touchant une école de gendarmerie et une base militaire située à l'aéroport de Bamako, au Mali[22].
- 17-18 septembre :
  - au Liban, les explosions de bipeurs puis de talkies-walkies utilisés par le Hezbollah font 37 morts et près de 3 000 blessés ;
  - en Russie, le dépôt d'armement de Toropets explose à la suite d'une attaque ukrainienne, détruisant quantité de munitions et missiles russes utilisés contre l'Ukraine. L'onde atmosphérique de l'explosion principale est ressenti à 300 km, avec une onde sismique de magnitude 2.5[23].
- 20 septembre :
  - une frappe israélienne dans la banlieue sud de Beyrouth contre une réunion d'un état-major du Hezbollah fait 45 tués[24], dont Ibrahim Aqil.
  - meurtre de Philippine Le Noir de Carlan en France.
- 20-21 septembre : élections sénatoriales en Tchéquie.
- 21 septembre :
  - élection présidentielle au Sri Lanka remportée par Anura Kumara Dissanayaka ;
  - selon le Hamas, au moins vingt-deux personnes sont tuées et trente autres blessées dans une frappe aérienne israélienne contre une école dans le quartier de Zeitoun à Gaza[25] ;
  - un missile balistique intercontinental russe RS-28 Sarmat explose au sol lors d'un essai au cosmodrome de Plessetsk détruisant son silo à missile[26].
- 21 au 29 septembre : 91e édition des championnats du monde de cyclisme sur route à Zurich, en Suisse.
- 22 septembre :
  - votation fédérale en Suisse ;
  - les Nations unies adoptent le « Pacte pour l'avenir », qui vise à favoriser une coopération multilatérale en faveur de la paix et de la sécurité, de la gouvernance mondiale, du changement climatique, du développement durable, des droits de l'homme[27].
- 23 septembre : au moins trente corps en décomposition sont retrouvés dans un bateau au large de Dakar, au Sénégal[28].
- 24 septembre : les forces de défense israéliennes tuent Ibrahim Qubaisi, un commandant des forces de missiles et de roquettes du Hezbollah, lors d'une frappe aérienne à Beyrouth, au Liban[29].
- 25 septembre : au moins 20 personnes sont tuées et 75 autres blessées dans des affrontements entre tribus musulmanes chiites et sunnites dans le district de Kurram (Khyber Pakhtunkhwa), au Pakistan[30].
- 26 septembre : au moins 46 personnes participant aux festivités de Jivitputrika au Bihar, en Inde, se sont noyées (en) dans des rivières et des plans d'eau gonflés par les inondations[31].
- 27 et 28 septembre : au moins 101 morts et 64 disparus au Népal, après des inondations et des glissements de terrain[32].
- 27 septembre :
  - l'ouragan Helene touche le Sud-Est des États-Unis, causant en deux jours un minimum de 115 tués et des centaines de disparus[33] ;
  - une frappe israélienne sur le quartier général du Hezbollah, au Liban, tue son dirigeant, Hassan Nasrallah ;
  - Israël lance une frappe aérienne contre un poste militaire dans la campagne près de Damas, en Syrie, tuant cinq soldats et en blessant un autre[34] ;
  - au moins 18 personnes sont tuées sur un marché, lors d’une attaque des paramilitaires des Forces de soutien rapide (FSR), dans l’ouest du Soudan[35].
- 29 septembre :
  - élections législatives en Autriche, le FPÖ est en tête ;
  - douze combattants pro-iraniens sont tués dans des frappes aériennes d'origine inconnue dans la province de Deir ez-Zor, en Syrie[36].
- 30 septembre :
  - arrêt de la centrale de Ratcliffe-on-Soar, la dernière au charbon du Royaume-Uni qui devient le premier pays du G7 à abandonner le charbon comme source d'énergie[37] ;
  - douze migrants tunisiens sont morts noyés, dans un naufrage d'un bateau de fortune, au large de Djerba, en Tunisie[38].

## Environnement
- Plus d'un millier de communes dans la région centrale du Brésil, notamment à Brasilia, et dans le sud-est, dans les États de Sao Paulo et du Minas Gerais sont en état d'alerte sécheresse avec un taux d'humidité inférieur à 12 %[39].
- Le typhon Yagi fait à partir du 7 septembre plus de 350 morts dont 233 tués et des dizaines de disparus dans le nord du Viêt Nam et cause d’importantes destructions[40]. Il avait traversé le sud de la Chine et les Philippines, y faisant au moins 24 morts et des dizaines de blessés. La Thaïlande confirme le 12 septembre la mort de neuf personnes et la Birmanie, le 19 septembre, de 293 morts et 89 disparus[41],[42],[43],[12];
- D'importantes inondations ont lieu en Europe centrale et font au moins 29 morts en Roumanie. Elles causent des dégâts en Pologne, Tchéquie, Autriche et Slovaquie.